# Pachyprosopis holoxanthopus
Pachyprosopis holoxanthopus är en biart som beskrevs av Cockerell 1914. Pachyprosopis holoxanthopus ingår i släktet Pachyprosopis och familjen korttungebin. Inga underarter finns listade i Catalogue of Life.

## Bildgalleri

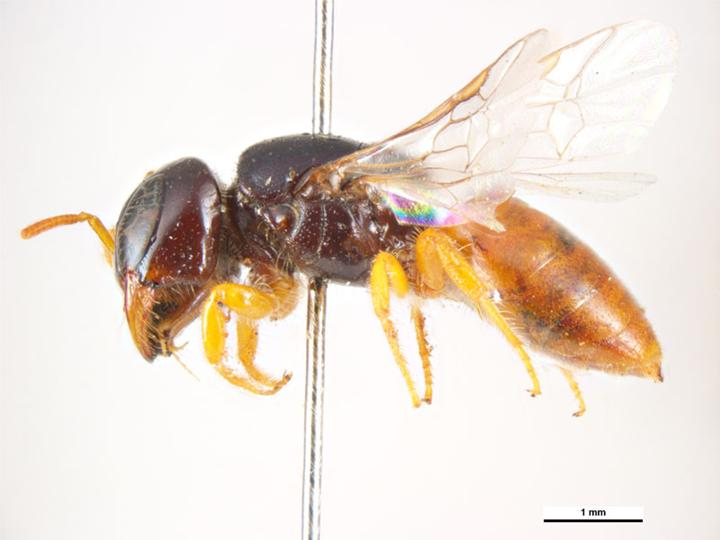
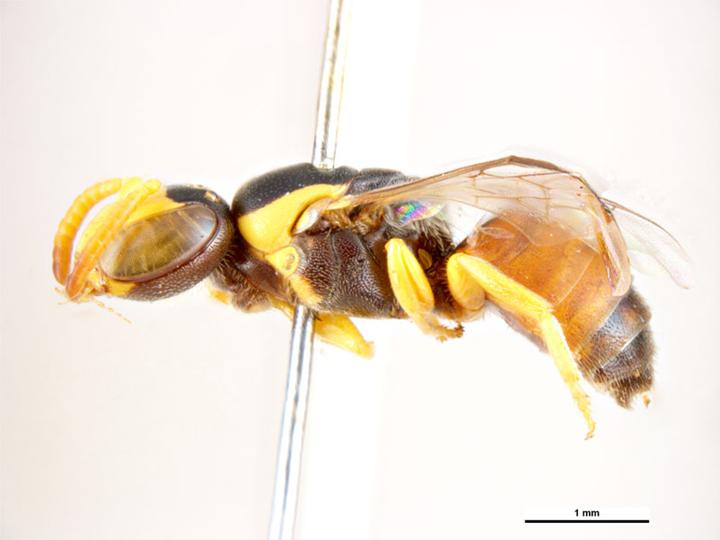